# Калковая
Калковая — река в России, на полуострове Камчатка. Протекает по территории Тигильского района Камчатского края России.
Длина реки — 31 км. Берёт исток у западного подножия горы Пухлая, протекает в южном направлении до впадения в реку Хайрюзова справа.

## Притоки
Объекты перечислены по порядку от устья к истоку (← левый приток | → правый приток | — объект на реке):
- → Изогнутый
- ← Зеньц
- → Цветочный

По данным государственного водного реестра России относится к Анадыро-Колымскому бассейновому округу.